# سرطانة غدية رئوية لابدة
تعتبر السرطانة الغدية الرئوية اللابدة اليوم أحد الأنواع الفرعية للسرطانة الغدية الرئوية، ولكنها صنفت في السابق ضمن مجموعة السرطانات القصبية السنخية. تنشأ عادةً في القصيبات القاصية أو الحويصلات الهوائية، وتتميز بنمط نمو غير غازي. ينمو هذا الورم المفرد الصغير ضمن الأسناخ فقط (نمو حرشفي) ولا يغزو النسيج الرئوي الطبيعي المحيط. بعد الاستئصال الجراحي التام للورم، يصبح إنذار المرض ممتاز، وقد يصل معدل البقيا لخمس سنوات حتى 100٪.
وضع تعريف السرطانة الغدية اللابدة رسميًا في عام 2011، ولكنها تمثل أحد أشكال السرطانات الغدية الرئوية غير الغازية المعروفة منذ فترة من الزمن. لا يعتبر اختصاصيو علم الأمراض السرطانة الغدية اللابدة من الأورام الغازية أو العدوانية، ويصنفوها كأحد أشكال السرطانات اللابدة. قد تتطور السرطانة الغدية اللابدة، كباقي أشكال السرطانات اللابدة، لتصبح غازية وخبيثة ومميتة في معظم الأحيان. تكون الجراحة الكبرى عادةً ضرورية للعلاج، وذلك عبر الاستئصال الفصي أو الرئوي.

## الآلية
يعتقد أن السرطانة الغدية اللابدة غير المخاطية مشتقة من خلية متحولة في الطرق الهوائية القاصية والوحدات التنفسية الانتهائية، وغالبًا ما تبدي خصائص نسيجية مشابهة للخلايا المضربية أو النمط الثاني للخلايا الرئوية. في المقابل، قد تشتق السرطانة الغدية اللابدة المخاطية من خلية غدية متحولة في القصيبات القاصية.
تقترح فرضية التسرطن متعدد الخطوات تطور فرط التنسج الغدي الرئوي اللانمطي للسرطانة الغدية اللابدة ومنها للسرطانة الغدية الغازية، ولكن لم تثبت صحة هذه الفرضية رسميًا لغاية الآن.
صنف مؤخرًا النمط الأول من التشوه شبه الغدي الكيسي الخلقي باعتباره آفة ممهدة للسرطانة الغدية اللابدة المخاطية، ولكن تعتبر هذه الحالات نادرة. 
في حالات نادرة، تأخذ السرطانة الغدية اللابدة شكل عصوي بسبب احتوائها أجسام مشتملة كثيفة محيطة بالنواة.

## التشخيص
تغيرت معايير تشخيص السرطانة الغدية الرئوية بشكل كبير بمرور الوقت. تعتمد إرشادات منظمة الصحة العالمية لعام 2015 على توصيات الرابطة الدولية لدراسة سرطان الرئة وجمعية أمراض الصدر الأمريكية لعام 2011. تستخدم الهيئتان السابقتان المعايير التالية للسرطانة الغدية اللابدة: 
- الورم ≤ 3 سم.
- ورم مفرد.
- نمو حرشفي معزول.* [11]
- لا يوجد غزو سدوي أو وعائي أو جنبي.
- لا يوجد أنماط نسيجية خاصة بالسرطانة الغدية الغازية.
- لا ينتشر عبر الأحياز الهوائية.
- يكون النوع الخلوي في غالب الأحيان غير مخاطي.
- لانمطية نووية غائبة أو طفيفة.
- ± اتساع الحاجز مع حدوث تصلب/ مران.

* نمط حرشفي = (أي الغلاف الحرشفي) نمط نمو يتماشى مع بنى الطريق الهوائي الموجودة مسبقًا.
لا يمكن وضع تشخيص حاسم للسرطانة الغدية اللابدة إلا بعد استئصالها التام جراحيًا؛ إذ يجب تقييمها بحثًا عن دليل على الغزو المجهري للنسيج الرئوي الطبيعي المجاور. تستدعي الموجودات التي تشير إلى الغزو الخبيث إعادة تصنيفها لسرطانة غدية غازية.
وفقًا لهذا المعيار، لا يمكن تشخيص السرطانة الغدية اللابدة اعتمادًا على الخزعة اللبية أو الفحص الخلوي للعينات. تقترح التوصيات الحالية تسمية الموجودات المصنفة سابقًا تحت إطار الكارسينوما القصبية السنخية غير المخاطية بالسرطانة الغدية حرشفية الانتشار، وتلك المصنفة تحت إطار الكارسينوما القصبية السنخية المخاطية بالسرطانة الغدية المخاطية. بعبارة أخرى، معاملة هذه السرطانات على افتراض أنها غازية.

## التصنيف
عملت إرشادات منظمة الصحة العالمية لعام 2015 وتوصيات الرابطة الدولية لدراسة سرطان الرئة وجمعية أمراض الصدر الأمريكية لعام 2011 على تنقيح الأنواع الفرعية للسرطانة الغدية الرئوية لتتماشى مع التطورات المكتشفة في مجال علاج السرطان الشخصي الموجه.
تعتبر السرطانة الغدية اللابدة آفة خبيثة ما قبل غازية ويعتقد أنها ستتطور إلى سرطان غدي غازي بعد تطورها وزيادة تحورها. لذلك، تصنف كأحد أشكال السرطانات اللابدة.
اقترحت أنظمة تصنيف أخرى لسرطان الرئة. حظي نظام تصنيف نوغوشي للسرطانات الغدية الصغيرة باهتمام كبير، خاصةً في اليابان، ولكنه لم يطبق أو يعترف به بقدر نظام منظمة الصحة العالمية.
يمكن تصنيف السرطانة الغدية اللابدة، بالاعتماد على علم أمراض الأنسجة، إلى نوعان رئيسيان:
- مخاطية (20-25٪ من الحالات).
- غير مخاطية (75-80٪ من الحالات).[13][14]